# Chiridopsis bistrimaculata
Chiridopsis bistrimaculata (лат.) — вид жуков щитоносок (Cassidini) из семейства листоедов. Индия и Китай. Тело овальной формы, уплощённое, кремового цвета с чёрными пятнами на дорсальной стороне тела. Голова сверху не видна, так как прикрыта переднеспинкой.
Растительноядная группа, питаются растениями различных видов, в том числе из семейства Вьюнковые (Convolvulaceae): Argyreia elliptica, Ipomoea carnea, Rivea hypocrateriformis; Argyreia hookeri
.